# Население Того

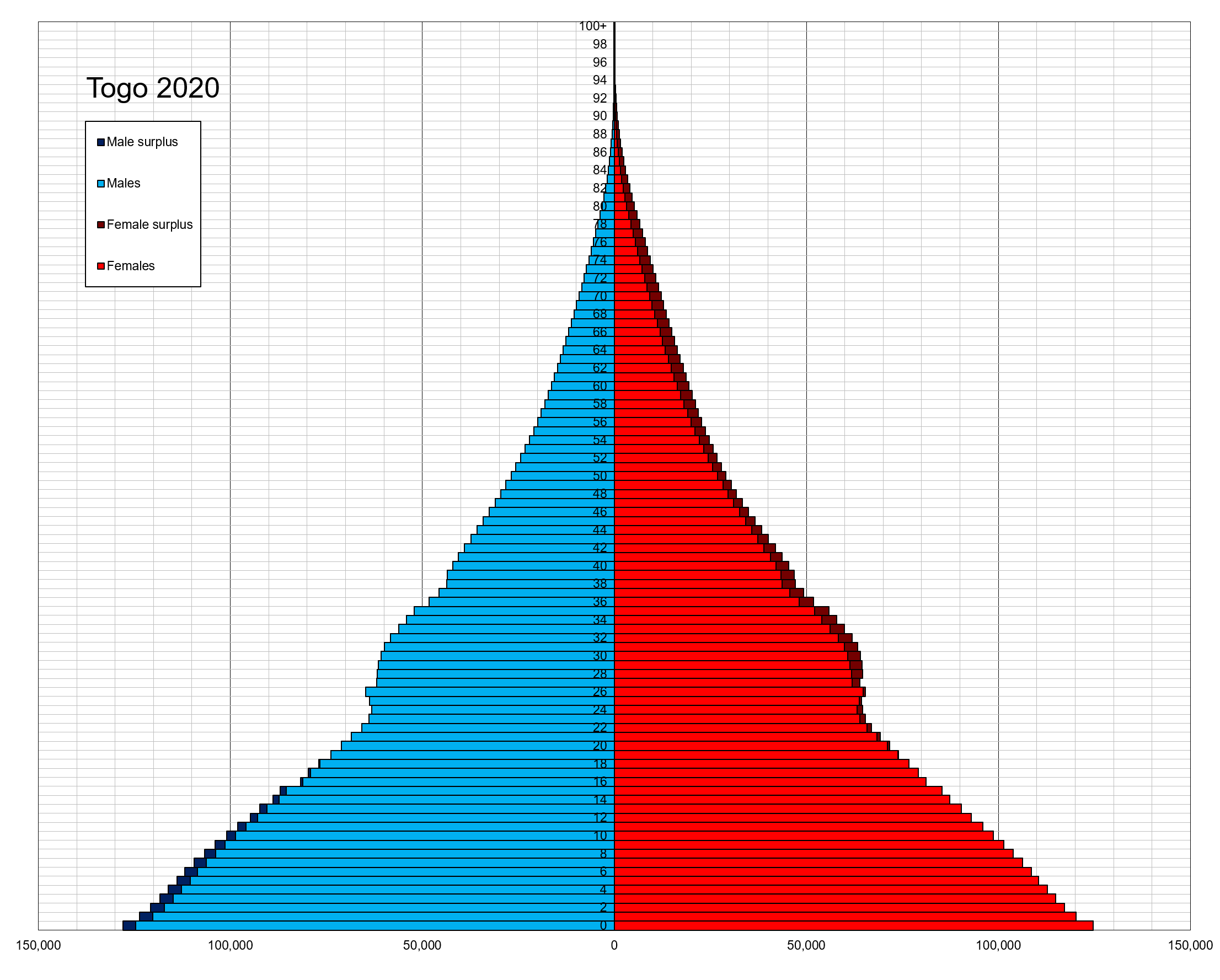
Возрастно-половая пирамида населения Того на 2020 год

Население Того по данным на июль 2011 года составляет 6 771 994 человека.
Население страны, по среднему прогнозу, составит к 2100 году — 25 млн. человек.
В этническом плане население представлено более чем 36 этническими группами. Около 29 % населения исповедуют христианство, 20 % — ислам, 51 % — традиционные верования. Официальный язык — французский, наиболее распространённые языки включают: эве, ген, кабье и дагбани.

## Основные статистические данные
- Возрастная структура:
  - до 14 лет: 40,9 %
  - от 15 до 64 лет: 56 %
  - старше 64 лет: 3,1 %

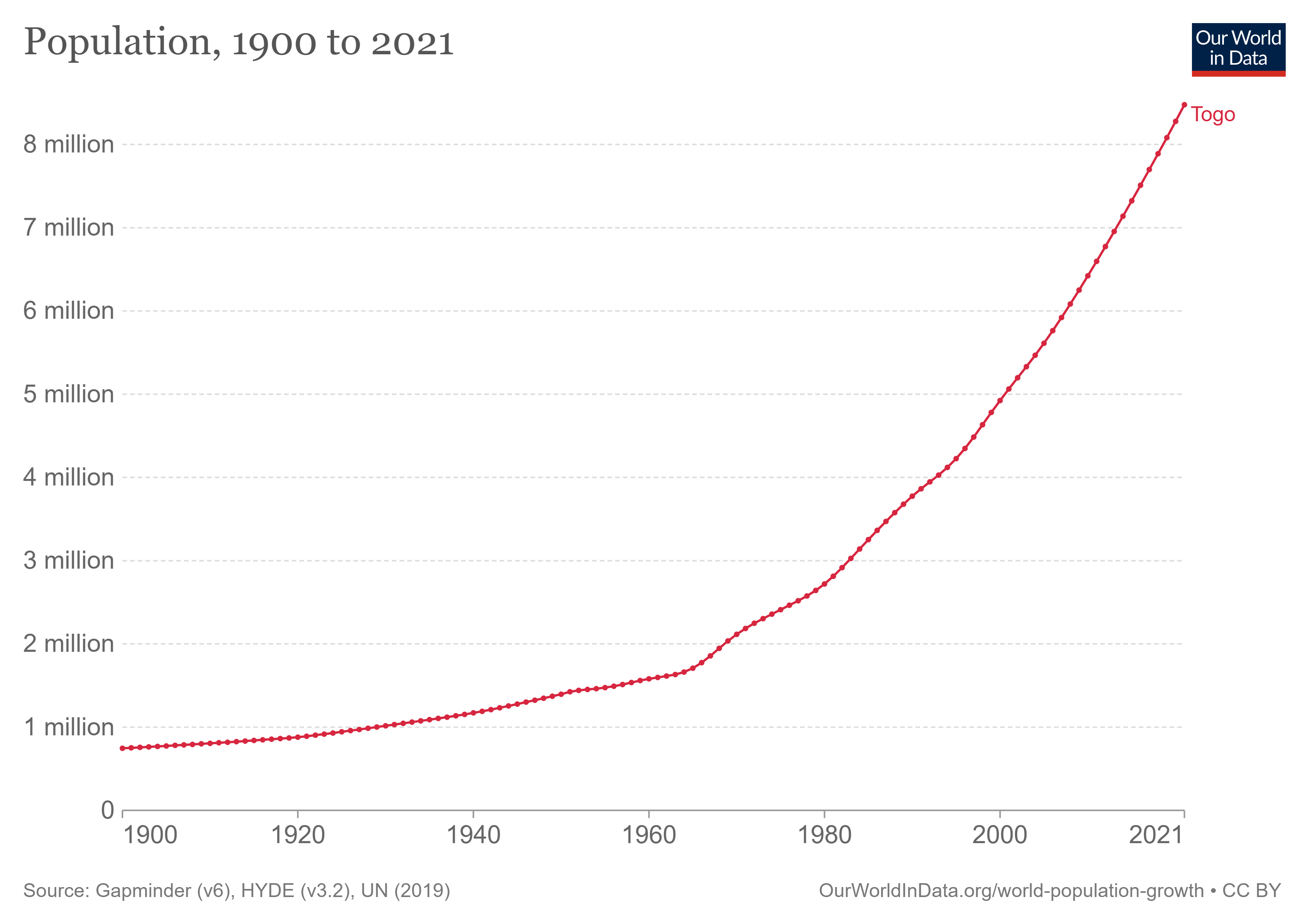
Динамика численности населения Того

- Средний возраст: 19,3 лет (19 лет для мужчин и 19,5 лет — для женщин).
- Рождаемость: 35,58 на 1000
- Смертность: 7,96 на 1000
- Детская смертность: 51,48 на 1000
- Средняя продолжительность жизни: 62,71 года (60,19 лет для мужчин и 65,3 лет — для женщин).
- Фертильность: 4,69 детей на 1 женщину
- Городское население: 43 %
- Уровень урбанизации: 3,9 %
- ВИЧ-инфицированные: 3,2 %
- Уровень грамотности: 60,9 % (75,4 % для мужчин и 46,9 % — для женщин).